# Pedro Datta
 Pedro Datta  ( Buenos Aires, Argentina, 1887 – ídem 7 de octubre de  1934 ) cuyo nombre completo era Pedro Domingo Datta fue un pianista y compositor dedicado al género del tango, autor del clásico vals El aeroplano y del tango El Parque.
Hijo de los inmigrantes italianos Pedro Dotta y Dominga Pastore vivía en el barrio de Villa Urquiza, trabajaba como empleado y era soltero al fallecer. Buen pianista y compositor, nunca se presentó a tocar en público. Fue el socio fundador número 725 de SADAIC (Sociedad Argentina de Autores y Compositores). 

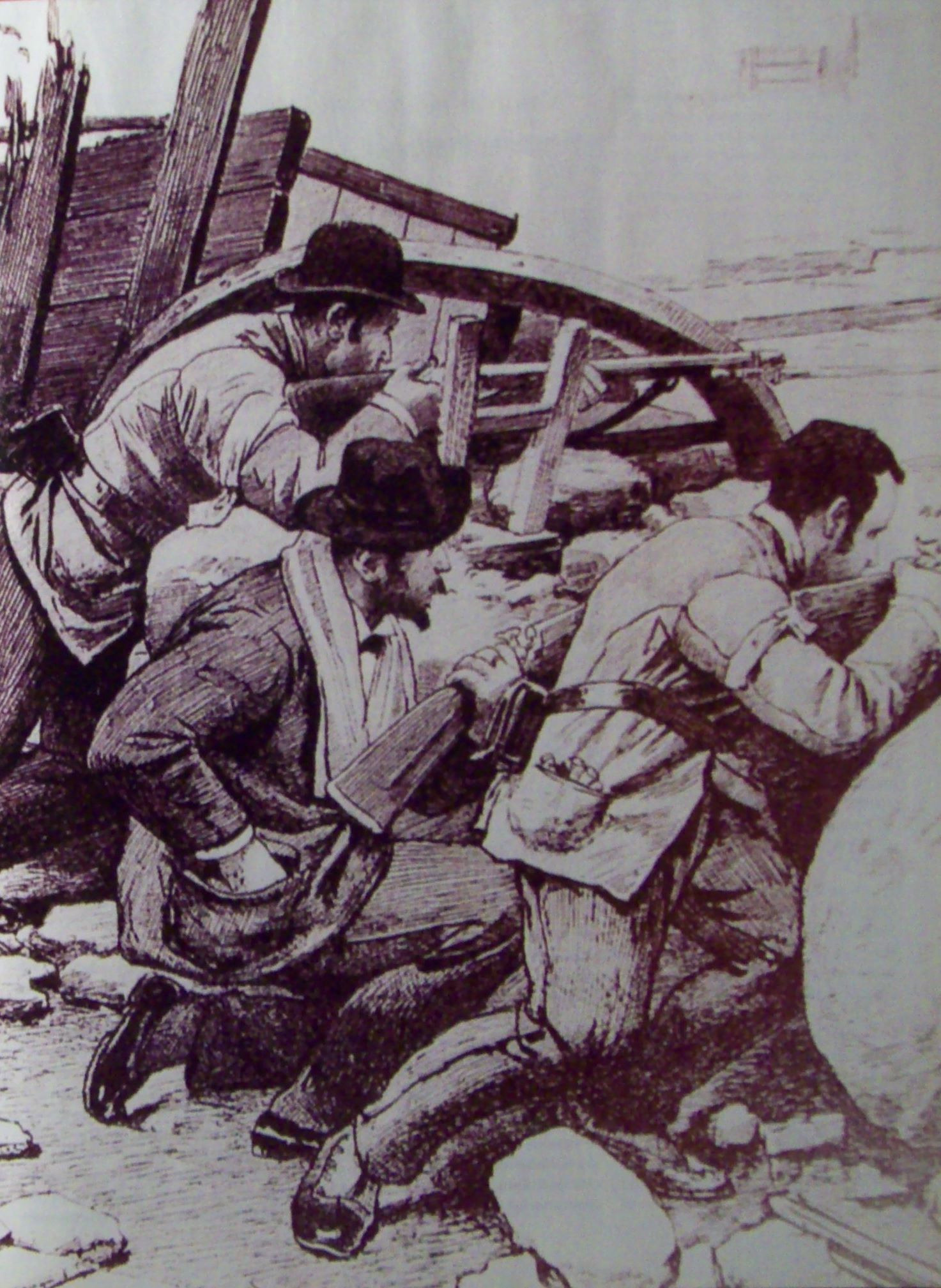
Escena de la Revolución del Parque

## Obras

### ValsEl aeroplano
El 17 de diciembre de 1903 Orville Wright fue, en Kitty Hawk, Estados Unidos la primera persona en volar sobre una aeronave más pesada que el aire, propulsada por medios propios. El 13 de septiembre de 1906, Santos Dumont realizó un vuelo público en París, en su famoso avión, el 14-bis sin necesidad de rieles, catapultas o viento para alzar el vuelo y, como tuvo mucha repercusión mediática en aquel momento, el vuelo es considerado por algunas personas como el primero realizado con éxito de un avión.

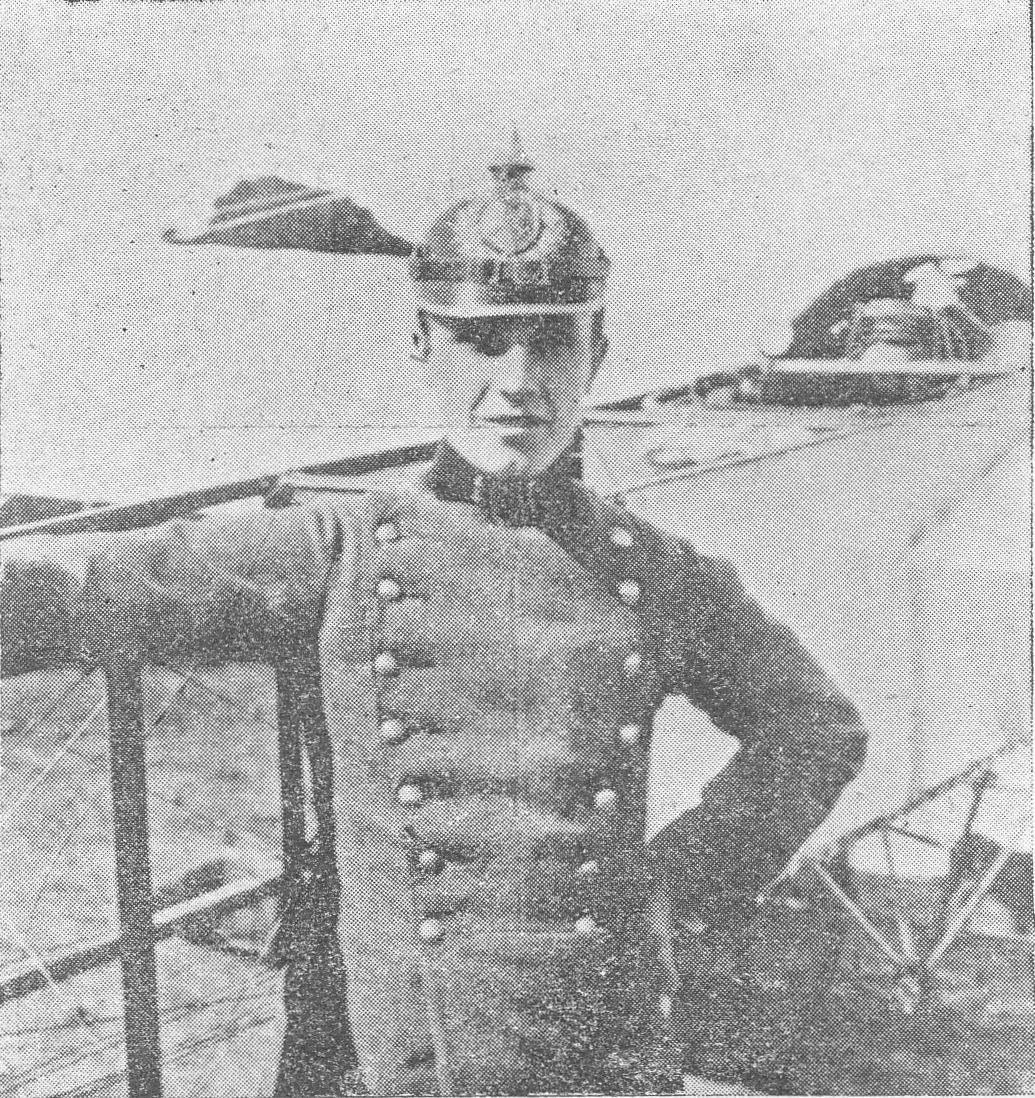
Teodoro Fels

En Argentina en 1908 se fundó el Aero Club Argentino, en 1912 se creó la Escuela Militar de Aviación. y el 1 de diciembre de 1912 Teodoro Fels, voló a Montevideo batiendo el récord mundial de vuelo sobre agua.
En ese contexto es que Pedro Datta compuso el vals El aeroplano (que supo llevar letra del payador Pancho Cueva —Francisco Bianco—), que está «Dedicado a mi buen amigo Manuel Aróztegui» (editor Felipetti) y fue grabado en 1915 por Francisco Canaro, para el sello Atlanta y, a partir de allí, registrado por diversos músicos.

### El Parque
La Revolución del Parque fue una insurrección cívico-militar producida en la Argentina el 26 de julio de 1890 dirigida por la recién formada Unión Cívica, que fue derrotado por el gobierno, pero provocó la renuncia del presidente Miguel Juárez Celman. La denominación se origina porque el centro de los enfrentamientos estuvo ubicado en las plazas Lavalle y Libertad y en las calles adyacentes, el estratégico Parque de Artillería de la Ciudad de Buenos Aires, actual Plaza Lavalle (donde hoy se levanta el edificio de la Corte Suprema de Justicia), ubicado 900 metros de la casa de gobierno, frente a las obras recién iniciadas del Teatro Colón.
Los tangos Al Parque  de José Vicente Pini, El Parque  de Pedro Datta y la marcha El Parque  de Alpidio B. Fernández se refieren a la Revolución del Parque.

### Otras obras
Datta también compuso el tango Para ti  y los valses Alma dolorida , Intelectual , Flor de un día , dedicado «A mi buen amigo José Felipetti», Flor de una noche, La travesía de los Andes y Pasión y sentimiento.

## Grabaciones
Entre las grabaciones de El aeroplano se encuentran las de las orquestas de Roberto Firpo (1920), Adolfo Carabelli (1927 y 1928), Juan D'Arienzo (1938), Héctor Stamponi (1948) y Adolfo Pérez (Pocholo) (1950); las del Trío Ciriaco Ortiz (1933 y 1934), el dúo Feliciano Brunelli (1934), el Cuarteto Firpo (1936) y el cuarteto de Juan Cambareri (1949); también las versiones cantadas de Eduardo Arolas con el cantor Francisco Bianco (1917) y del pianista Ariel Ramírez con la voz de Tito Argüello, para la discográfica Philips (1975).